# Pietro Capucci
Pietro Capucci (Città di Castello, 1390 – Cortona, 21 ottobre 1445) è stato un religioso italiano.
Sacerdote dell'Ordine dei frati predicatori, il suo culto come beato è stato confermato da papa Pio VII nel 1816.

## Biografia
Figlio del nobile Andrea Capucci, abbracciò la vita religiosa nel 1405 tra i domenicani del convento di Città di Castello, che era stato riformato da Giovanni Dominici; nel 1406 passò al convento di Cortona, dove conobbe Antonino da Firenze, e nel 1406, per aver rifiutato l'obbedienza al papa pisano Alessandro V, dovette trasferirsi con i compagni a Foligno, sotto la protezione di Gregorio XII. A Foligno fu ordinato prete attorno al 1413.
Tornato al convento di Cortona, tra il 1418 e il 1421 fu sottopriore e collaboratore di Antonino nella guida del movimento di riforma iniziato da Dominici.
Si dedicò assiduamente al ministero della riconciliazione e della predicazione ed ebbe fama di doti profetiche e taumaturgiche.

## Il culto
Capucci ebbe inizialmente una sepoltura modesta ma agli inizi del Cinquecento la sua salma fu collocata sull'altare maggiore della chiesa di San Domenico a Cortona; nel 1786 il duca di Parma e Piacenza, Ferdinando di Borbone, fece traslare il corpo nella cappella ducale di San Liborio a Colorno, ma le reliquie furono restituite a Cortona dopo la morte del duca.
Papa Pio VII, con decreto dell'11 maggio 1816, ne confermò il culto con il titolo di beato.
Il suo elogio si legge nel martirologio romano al 21 ottobre.